# Doble Copacabana Grand Prix Fides
La Doble Copacabana Grand Prix Fides va ser una cursa ciclista per etapes que es disputa a Bolívia, organitzada pel grup radiofònic Fides. Se'n disputà la primera edició el 1994 i va durar fins al 2007. Els dos últims anys va formar part del calendari de l'UCI Amèrica Tour.
Va ser substituïda per la Volta a Bolívia.

## Palmarès
| - 1994 Cristóbal Bustos - 1996 Cid Martínez - 1997 Graciano Fonseca - 1998 Ismael Sarmiento - 1999 Jairo Pérez - 2000 Ismael Sarmiento - 2001 Jairo Pérez | - 2002 Francisco Colorado - 2003 Álvaro Sierra - 2004 Javier Zapata - 2005 Libardo Niño - 2006 Juan Diego Ramírez - 2007 Óscar Soliz |